# Slowakische Badmintonmeisterschaft 1965
Die Slowakische Badmintonmeisterschaft 1965 war die vierte (inoffizielle) Auflage der Titelkämpfe im Badminton in der Slowakei. Sie fand am 27. Februar 1965 in Košice statt.

## Medaillengewinner
| Disziplin    | Gold                             | Silber                                 | Bronze                               |
| ------------ | -------------------------------- | -------------------------------------- | ------------------------------------ |
| Herreneinzel | Jaroslav Kozák                   | Jozef Koňařík                          | Cyril Konečný                        |
| Dameneinzel  | Elena Bencová                    | Mária Beerová                          | Viera Vavráková                      |
| Herrendoppel | Jaroslav Kozák Jozef Kovér       | Cyril Konečný Jozef Koňařík            | Peter Jacina Jozef Žuffa             |
| Damendoppel  | Gabriela Kaščáková Elena Bencová | Viera Vavráková Terézia Steinmullerová | Mária Beerová Marta Jacinová         |
| Mixed        | Jozef Koňařík Elena Bencová      | Jaroslav Kozák Marta Jacinová          | Cyril Konečný Terézia Steinmullerová |
| Mixed        | Jozef Koňařík Elena Bencová      | Jaroslav Kozák Marta Jacinová          | Jozef Kovér Ľubica Žitňanová         |